# Опрос 3 марта 1991 года о независимости Латвии
Опрос 3 марта 1991 года за независимость Латвии (латыш. 1991. gada 3. marta aptauja) — опрос населения Латвии, организованный 3 марта 1991 года, на котором был задан вопрос:

Вы за демократическую и независимую Латвию?
Оригинальный текст (латыш.)Vai jūs esat par demokrātisku un neatkarīgu Latviju?

В народном голосовании участвовали 1 666 128 (87,56 %) жителей Латвии, имеющих право голоса, из которых 1 227 562 (73,68 %) проголосовали «ЗА» и 411 374 (24,69 %) проголосовали «ПРОТИВ». В голосовании имели право участвовать гражданские лица, приписанные к воинским частям СССР, дислоцированным в Латвии.
| Да или нет    | Голосов   | Процент   |
| ------------- | --------- | --------- |
| Да            | 1 227 562 | 73,68 %   |
| Нет           | 411 374   | 24,69 %   |
| Всего голосов | 1 666 128 | 100,00 %  |
| Явка          | 87,56 %   | 87,56 %   |
| Электорат     | 1 902 802 | 1 902 802 |
| Источник:     |           |           |

## История
4 мая 1990 новоизбранным Верховным Советом ЛССР была принята Декларация о восстановлении независимости Латвийской Республики. Одновременно был созван Конгресс Граждан Латвийской Республики, в выборах которого, в отличие от выборов в Верховный Совет, участвовали только лица, бывшие гражданами Латвии до её присоединения к СССР и их потомки. 12 февраля 1991 года Верховный Совет ЛССР принял постановления: «О проведении опроса жителей Латвии» и «О порядке проведения опроса жителей Латвии». 3 марта 1991 г. на опросе большинство жителей Латвии (включая будущих «неграждан») высказались за демократию и независимость. Реально независимость была восстановлена 21 августа 1991, после неудавшейся попытки переворота ГКЧП в Москве.

## Результаты
9 февраля 1991 года в Литве был проведён опрос, а 3 марта в Эстонии референдум о независимости. В отличие от Литвы и Эстонии, в Латвии не было ни одного города или района, где большинство зарегистрированных избирателей выбрало бы ответ «ПРОТИВ», даже в Даугавпилсе, где от списка Народного фронта Латвии в Верховный Совет не было выбрано ни одного депутата.
|                                               | Латвия | Литва | Эстония |
| --------------------------------------------- | ------ | ----- | ------- |
| Голосовал % жителей, обладающих правом голоса | 87,56  | 84,74 | 82,86   |
| За (%)                                        | 73,68  | 90,47 | 77,83   |
| Против (%)                                    | 24,69  | 6,56  | 21,43   |
| Недействительные бюллетени (%)                | 1,63   | 2,97  | 0,74    |

В 1991 году в Латвии проживало примерно 48 % представителей национальных меньшинств, в Литве — примерно 20 %, а в Эстонии — примерно 40 %.
Общее количество военнослужащих и членов их семей (гражданских лиц, приписанных к воинским частям и имеющих право участвовать в данном опросе), которые в дальнейшем были выведены из Латвии в 1992—1994 годах, составляло около 90 тыс. человек, из которых примерно 50 тыс. составляли сами военнослужащие.
Меньшая по сравнению с латышами поддержка независимости среди представителей национальных меньшинств была одной из причин, почему Народный фронт Латвии и более поздние латвийские партии в дальнейшем заняли более жёсткую позицию в предоставлении им гражданства. В результате после обретения Латвией независимости гражданство не было дано автоматически большей части представителей национальных меньшинств, в том числе и тем, кто голосовал за независимость Латвии.